# Труп нареченої
«Труп нареченої» (англ. Corpse Bride) — мультфільм Тіма Бертона, знятий у техніці лялькової анімації, що побачив світ у 2005 році.
Вперше фільм показано на кінофестивалі у Венеції 7 вересня 2005 року. Прем'єра фільму в США відбулася 23 вересня 2005 року.
Фільм номіновано на премію «Оскар» за найкращий анімаційний повнометражний фільм.

## Сюжет
Дія відбувається у європейській провінції часів вікторіанської епохи. У похмурому місті родини Ван Дортів та Еверґлотів готують весілля своїх нащадків — Віктора та Вікторії. Задум взаємовигідний: збіднілі аристократи Еверґлоти врятуються від ганебної вбогості, а торговці рибою Ван Дорти увійдуть до вищого суспільства. Самі наречені, не схожі на своїх батьків, окасті й затуркані Віктор та Вікторія, в тій ситуації нікого не цікавлять. Вони знайомляться на репетиції весілля й, на щастя, подобаються одне одному. Але репетиція не вдається — Віктор плутає слова, підпалює майбутню тещу і, щоб не отримати на горіхи від зловісного пастора, втікає в лісок. Там він намагається нашвидкуруч навчитися залицятися (тренується на пнях) та нарешті вивчити свою весільну обітницю. Для переконливості в кульмінаційний момент він надягає каблучку на найближчий сучок, схожий на руку. Та дивовижна схожість між гілкою та частиною тіла не є випадковою: Віктор промовив обітницю перед нареченою-трупом Емілі та ще й надягнув обручку на її руку. Емілі, що нещодавно померла, не могла знехтувати таким шансом і швидко промовила хлопцеві «Я згодна».
Тепер через свою дурість Віктор мусить податися за своєю новоспеченою нареченою до Країни Мерців, у той час як його жива наречена Вікторія, яка встигла впасти в око хлопцеві, чекає на нього у світі живих. Та в Країні мерців виявляється не так вже й погано: там весело, лунають пісні. Віктор робить спробу пояснити Емілі, що він ще живий, тому не може знаходитися серед мерців. А Емілі натомість розповідає йому сумну історію свого життя: один аристократ звабив її та переконав втекти із ним, після чого вбив бідну дівчину, забравши її родинні дорогоцінності. Після смерті Емілі дала клятву, що буде чекати своє справжнє кохання.
Віктор намагається вирватися до світу живих. Він тікає до Вікторії, проте наречена-труп знову забирає його до свого світу.
Після цього Віктор почув розмову між старійшиною мерців та Емілі. Виявляється, що обітниця, яку вже промовив Віктор, фактично недійсна, адже він обіцяв нареченій спільне життя, доки смерть не розлучить їх. Тож, для того, щоб шлюб був справжнім, Віктор має повторити обітницю, а після цього випити отруту, щоб приєднатися до мертвої Емілі. Дівчина не може просити про таке Віктора, проте він пройнявся трагічною долею Емілі, тому сам погоджується на це.
У цей час Ван Дорти та Еверґлоти в паніці від зникнення нареченого. Батьки Вікторії швиденько підшукали своїй донечці іншу вигідну партію: аристократа лорда Баркиса. Та він виявляється шарлатаном, намагається обікрасти своїх нових родичів.
У Країні мерців ретельно підготувалися до весілля Емілі та Віктора. Ось, і живі, і мертві мешканці міста зібралися в храмі. Віктор промовив обітницю, та в цей час до храму увійшла Вікторія. Емілі зрозуміла, що намагається побудувати власне щастя на чужому нещасті, тому поєднує руки Віктора та Вікторії.
Та не все так просто, адже Вікторія досі одружена — про це їй і нагадує лорд Баркис. У ньому Емілі впізнає свого вбивцю. Розлючені мерці жадають помститися шарлатанові, та не можуть це зробити, адже він досі живий. Лорд Баркис, залишаючи храм, проголошує тост за Емілі: «завжди наречена і ніколи — дружина» та випиває отруту, підготовлену для Віктора, яку приймає за вино. Після цього мерці можуть по-своєму розрахуватися із аристократом, Віктор та Вікторія нарешті без перешкод будуть разом, а Емілі, вийшовши із храму, перетворилася на стаю метеликів.

## Персонажі мультфільму

### Віктор Ван Віолл
Головний герой. Невпевнений у собі юнак із великим серцем, романтик. Грає на піаніно. Мусить слухатися своїх батьків, не сміє йти проти їх волі.

### Нелл та Вільям Ван Дорти
Батьки Віктора. Нелл — гладка жінка, голова родини, а Вільям — худий чоловік із сивим волоссям та закрученими вусами. Він — володар підприємства, що торгує рибою, якому вдалося швидко розбагатіти. Разом вони намагаються потрапити у вищий світ завдяки вдалому одруженню свого сина. Тому мріють облаштувати весілля якомога швидше.

### Вікторія Еверглот
Молода тендітна дівчина, що, як і Віктор, мусить слухатися волі батьків. Гра на піаніно її нареченого приваблює дівчину, оскільки вона мрійлива та романтична натура.

### Фініс та Мадлен Еверглоти
Фініс — низький на зріст та гладкий чоловік, а його дружина навпаки — висока та худорлява.
Фініс — представник дворянського роду, що стрімко банкрутує. Тому Еверглотам вигідно видати заміж доньку за представника заможної родини, натомість надавши новим родичам своє дворянське походження.

### Емілі
Головна героїня — наречена-труп. Дівчина у весільній сукні, яка прориває її ребра. У голові Емілі мешкає черв'як. Проте вона є легендарною постаттю в Країні мерців: її приятелі мріють помститися шарлатану, що вбив дівчину. За характером Емілі мрійлива і довірлива, адже попалася в пута любовного афериста. І не зважаючи на те, що померла, так і не знайшовши свого коханого, Емілі не може будувати щастя на чужому нещасті.

### Скелет Bonejangles
Одноокий шанувальник джазу. Розповідає сумну історію Емілі для Віктора.

### Баркис Біттерн
Шлюбний аферист: видає себе за аристократа та обкрадає наївних молодих дівчат.

### Пастор Галсвеллс
Надто ревно ставиться до своїх обов'язків. Невблаганно потребує точного виконання всіх церковних канонів, чим лякає наречену Вікторію і особливо нареченого Віктора, що тікає з репетиції весілля.

### Старійшина Гутхнехт
Авторитет Країни мерців. Зберігає традиції та передає знання світу мерців новоприбулим. Займається розведенням ворон.

## Статистика
- Мультфільм робили за технологією stop-motion — це так звана покадрова, або «лялькова», анімація, коли знімають кожний рух фігурки. Цей архаїчний процес вимагає, наприклад, зняти 28 різних кадрів для того, щоб змусити ляльку кліпнути очима. Усього їх було знято 109440. 30-сантиметрових ляльок, що були зроблені з міцних сталевих каркасів, покритих силіконом, знімали цифровими камерами Canon EOS-1D MARK 2 SLR (усього 31 штука).

- На реалізацію ідеї мультфільму в Тіма Бертона пішло 10 років. А самі зйомки тривали 55 тижнів.

- Співаючого скелета в Країні Мерців, що розповідає Вікторові історію Емілі, озвучував сам композитор стрічки — Денні Ельфман.

- Актори озвучували своїх героїв до зйомок мультфільму. Зрозуміти образ персонажів надзвичайно допомогли їх ляльки та малюнки аніматорів.

- Усього було створено по 14 ляльок Віктора та Емілі, 13 ляльок Вікторії (для того, щоб процес зйомок йшов швидше). У головах ляльки міститься спеціальний механізм, що дозволяє персонажам кліпати очима та відкривати рот. Механізм зроблений таким чином, що аніматори могли не торкатися при цьому обличчя ляльок. Така технологія раніше використовувалася лише в рекламі. Автори ляльок — Ян МакКінон і Пітер Сенднрс, лідери лялькового виробництва для зйомок мультфільмів за останні 20 років.

- Мелодія на фортепіано, яку грає Віктор під час знайомства з Вікторією, була створена найпершою. Тому мультиплікатори мали достатньо часу, щоб рухи ляльки відповідали нотам музичної теми.

## Тім Бертон про «Труп нареченої»
Про технологію створення мультфільму:
|  | У Голлівуді вважають, що мальована анімація померла. Штампують все на комп'ютері, наслідуючи Pixar. Сподіваються не на художників, а на технології, і це дуже погано. Від мене такого не дочекаєтесь! |

|  | Більш за все в цій технології мене приваблює свого роду відчутність на дотик. Це справжнє диво: мати можливість торкатися своїх героїв, рухати ними, бачити, що їх світ реально існує |

## Джонні Депп про роботу в мультфільмі
Джонні Депп про Країну Мерців у «Трупі нареченої»: 
|  | ...у цьому фільмі є така ідея. що в нашому житті завжди присутні якісь постійні боязні та прискіпливі страхи, що пов'язані зі смертю, та різні таємничі роздуми з приводу того, що таке смерть, і все це призводить до того, що всі люди неймовірно напружуються, коли думають про смерть — і це все при тому, що всі ми знаємо, що коли-небудь це з нами все одно трапиться.А в цьому фільмі, навпаки, Земля Живих — це дуже тривожне місце, таке сіре і тяжке, а потім ми спускаємося в Країну Мерців, де очікуємо зустріти пекло або чистилище, а там раптово все навпаки, буйно і прикольно. Я думав, що такий підхід прекрасний |

Про героя мультфільму Віктора: 
|  | Віктор — персонаж, який поки що не дуже далеко пішов від інших особистостей, яких я грав для Тіма в минулому — таких, як «Едвард Руки-ножиці». Він також аутсайдер, незграбний, наляканий, надміру збуджений — дуже схожий на мене в реальному житті |

## Касові збори
У США стрічка отримала $53,359,111, за кордоном — $63,835,950 (усього — $117,195,061).

## Критика
На сайті Rotten Tomatoes «Труп нареченої» отримав оцінку в 83 % (151 схвальний відгук і 30 несхвальних).
На сайті Metacritic оцінка фільму становить також 83.

## Виноски
1. ↑  Також «Труп нареченої Тіма Бертона» (англ. Tim Burton's Corpse Bride)